# 59000 Beiguan
59000 Beiguan este un asteroid din centura principală de asteroizi.

## Descriere
59000 Beiguan este un asteroid din centura principală de asteroizi. A fost descoperit pe 17 septembrie 1998 la Xinglong în cadrul programului Beijing Schmidt CCD Asteroid Program. Asteroidul prezintă o orbită caracterizată de o semiaxă mare de 2,21 ua, o excentricitate de 0,12 și o înclinație de 4,8° în raport cu ecliptica.